# Luis Gómez Pacios
Luis Gómez Pacios, pintor, nacido en Lugo en 1925 y fallecido en 1983.

## Biografía
Luis Gómez Pacios, que firmaba sus cuadros como Pacios, fue un pintor, grabador y escultor gallego nacido en la ciudad de Lugo. 
Estudió con el profesor Rafael Estrada durante el período de 1943 a 1946. Este último año entró a trabajar como dibujante del Servicio Topográfico Español. 
En el año 1945 obtiene el primer premio de pintura y en el año 1951 obtiene el primer premio de dibujo en los Premios Provinciales de Educación. En el año 1956 entra a trabajar en el Museo Provincial de Lugo, entonces dirigido por el historiador y escritor gallego Manuel Vázquez Seijas, realizando la catalogación de piezas en fichas, mediante la realización de dibujos esquemáticos. También fue ilustrador del Boletín de la Comisión de Monumentos de Lugo (BCML), dirigido por el propio Vázquez Seijas.
Durante este período también trabaja como profesor de dibujo en el Colegio Fingoy de Lugo y en la Escuela de Artes Aplicadas y Oficios Artísticos de la misma ciudad.
Como pintor entra a formar parte del Grupo Os Urogallos, creado en 1962, junto con Jesús Blas Lourés, Manuel Cancio Varela, Tino Prados López, José López Guntín, Antonio Estrada y otros. La intención de este grupo era acercar el arte al pueblo, realizando sus trabajos en un local de la Plaza de Santo Domingo cedido por el gobernador civil de la provincia, don José Luis de Azcárraga Bustamante, y exponiendo sus obras en el Portón do Recanto y  más tarde, tras el cierre de este, en el local hostelero Ferreirós. El Museo Provincial de Lugo realiza una exposición en el año 2008 en homenaje a este grupo.
En el período comprendido  entre 1952 y 1983 realiza alrededor de cuarenta exposiciones. En un principio se sintió atraído por la obra de Manuel Abelenda Zapata, que influirá en sus primeras obras de juventud. En una segunda etapa arranca del conocimiento de los impresionistas, principalmente los franceses, para pasar más tarde por una época cubista. Tras estas fases de aprendizaje e influencias, llega a su etapa madura a partir de 1969. Entonces su obra se consolida y alcanza profundidad, apreciándose un cambio en el que aparecen temas relacionados con las pulsiones más profundas de la psique humana, aunque también se inspira en las leyendas y tradiciones gallegas.
u